# Adamowo (Włoszakowice)
Pour les articles homonymes, voir Adamowo.
Adamowo (prononciation : [adaˈmɔvɔ]) est un hameau polonais du village de Krzycko Wielkie de la gmina de Włoszakowice dans le powiat de Leszno de la voïvodie de Grande-Pologne dans le centre-ouest de la Pologne.
Il se situe à environ 6 kilomètres au sud-est de Włoszakowice (siège de la gmina), à 12 kilomètres au nord-ouest de Leszno (siège du powiat) et à 64 kilomètres au sud-ouest de Poznań (capitale régionale).

## Histoire
De 1975 à 1998, le hameau faisait partie du territoire de la voïvodie de Leszno.

Depuis 1999, Adamowo est situé dans la voïvodie de Grande-Pologne.